# Colierul de turcoaze
Colierul de turcoaze este un film  românesc din 1986, regizat de Gheorghe Vitanidis. El este cel de-al cincilea film din seria Mărgelatu. Rolurile principale sunt interpretate de actorii Florin Piersic, Marga Barbu, Szabolcs Cseh, Alexandru Repan, Ion Besoiu, George Motoi și Ovidiu Iuliu Moldovan.
Acțiunea filmului se petrece în Muntenia, în perioada de dinaintea Revoluției de la 1848. Răpirea unui bancher vienez și a fiicei sale amenință să declanșeze un scandal diplomatic, ce s-ar putea solda cu intrarea armatelor austriece în țară. Mărgelatu dejoacă această încercare și lămurește povestea.

## Rezumat
La intrarea pe teritoriul Țării Românești, Von Wilensdorf (Alexandru Arșinel), împuternicitul băncilor vieneze, și fiica sa, Ursula (Marina Procopie), este răpit de o bandă de 6 briganzi care-i legaseră pe grăniceri, în scopul declanșării unui conflict diplomatic. Consulul austriac (Eusebiu Ștefănescu) vine la palatul domnesc pentru a-i prezenta domnitorului Gheorghe Bibescu (Ion Besoiu) un protest oficial din partea împăratului Austriei și a-l anunța că are o săptămână la dispoziție pentru prinderea răpitorilor și eliberarea ostaticilor, amenințând că în caz contrar armata austriacă va intra în țară. 
Oamenii Agiei pornesc în căutarea ostaticilor. Speriată de posibilitatea intrării în țară a austriecilor, organizația „Frăția” îl trimite pe Mărgelatu (Florin Piersic) pentru a descoperi locul unde sunt ținuți ostaticii și a-i elibera. Având o scrisoare de trecere de la Vodă, pe care locotenentul Deivos (George Motoi) o primise de la verișoara sa, Marițica Ghica, Mărgelatu pornește cu Buză de Iepure (Szabolcs Cseh) în căutarea briganzilor. Ei ajung la punctul de tercere a frontierei, unde găsesc câteva mărgele de peruzea pe care domnișoara Ursula Wilensdorf le aruncase pe jos. Ei pornesc pe urmele răpitorilor și descoperă trăsura trimisului imperial austriac ascunsă sub o căpiță de fân și lângă ea o mărgică de peruzea. Ei sunt urmăriți de oamenii Agiei și se luptă cu ei într-un loc numit La Măseaua Stricată. 
Scăpând de arnăuți, cei doi ajung la un han ținut de jupân Potoroacă și de soția sa, Maria, fosta bucătăreasă a boierului Vâlcu din Masca de argint. Hangiul și hangița îi spun lui Mărgelatu că pe la hanul lor a trecut o caleașcă cu doi străini, însoțită de șase călăreți care păreau a fi comedianți. Unul dintre comedianți avea o voce foarte frumoasă, iar Mărgelatu își dă seama că este vorba de Gonfalone (David Ohanesian), fostul soț al Agathei. Hangiul își dă seama că uitase să le spună arnăuților că la vreun sfert de oră după plecare comedianților sosise și o femeie cu o trăsură, iar Mărgelatu este sigur că era vorba de Agatha Slătineanu. Luând-o pe drumul Bucureștiului, Mărgelatu și Buză de Iepure ajung la conacul Aspasiei Șuțu, sora Agathei. Buză de Iepure găsește acolo câteva mărgele de peruzea. Trăsura și călăreții plecaseră apoi spre București.
În același timp, o delegație de boieri i-a prezentat domnitorului o petiție cu doleanțele poporului în 35 de puncte, dar Bibescu o respinge. Cel care organizase răpirea celor doi austrieci era Troianoff, care susține că cei pentru care lucrează sunt gate să dea 20 de milioane principatului pentru înființarea unei bănci naționale. Răpirea trimisului băncilor vieneze avea rolul de a-l determina pe domnitor să nu negocieze cu Austria pentru înființarea unei bănci naționale. În această afacere, Troianoff este aliat cu Fuad, trimisul sultanului, care-i făgăduise lui Troianoff 20% din afacere.
Dându-și seama că răpitorii nu numai că semănau cu niște comedianți (după cum spusese hangița), dar erau probabil actori, Mărgelatu deduce că ostaticii sunt ținuți la teatrul Momolu. El ajunge acolo, dar actorii și Agatha fug cu prizonierii cu o altă trăsură. Mărgelatu își dă seama că ostaticii au fost duși probabil la sediul Consulatului austriac, Agatha fiind amanta lui Albert, secretarul consulului. În aceeași seară, locotenentul Deivos este vizitat de Iordache Despa, cumnatul lui Rosetti, care venise într-o misiune secretă de la Viena. El îi aduce la cunoștință că Wilensdorf era o momeală pentru a-i pune pe o pistă falsă pe Troianoff și Fuad, în timp ce adevăratul trimis al băncilor vieneze se numea Pater Fortunatos și urma să intre a doua zi, la ora 10, prin Bariera Prahovei. 
A doua zi, Deivos îl anunță pe Mărgelatu de sosirea lui Pater Fortunatos (Jean Lorin Florescu). Mărgelatu îl așteaptă pe trimis la primul han de după barieră și provoacă o cacealma, făcându-i pe oamenii lui Troianoff să urmărească o altă trăsură decât cea a trimisului imperial. Pater Fortunatos ajunge cu bine la sediul consulatului, iar Mărgelatu și cu Buză de Iepure îi găsesc acolo, într-un subsol, pe Wilensdorf și pe fiica sa. Gonfalone, Troianoff și Agatha sunt prinși, legați și pus sub paza lui Buză de Iepure. Mărgelatu se duce la palat cu Wilensdorf și fiica sa, iar conflictul diplomatic se stinge. În același timp, sosește la palat și Pater Fortunatos.

## Distribuție
- Florin Piersic — Mărgelatu
- Marga Barbu — Agatha Slătineanu
- Szabolcs Cseh — Buză de Iepure (menționat Sobi Ceh)
- Alexandru Repan — Serge Troianoff
- Ion Besoiu — domnitorul Gheorghe Bibescu
- Traian Stănescu — aga Villara
- George Motoi — lt. Deivos
- Jean Constantin — „profesorul” Aurică
- Constantin Codrescu — C.A. Rosetti
- David Ohanesian — Vincenzo Gonfalone
- Corado Negreanu — căuzaș, membru al Frăției
- Jean Lorin Florescu — Pater Fortunatos
- Marina Procopie — Ursula Wilensdorf
- Alexandru Arșinel — von Wilensdorf
- Olga Delia Mateescu — Aspasia Șuțu, sora Agathei
- Rodica Popescu-Bitănescu — slujnica Ruxanda
- Eusebiu Ștefănescu — consulul austriac în Muntenia
- Gheorghe Nuțescu — agentul diplomatic turc Fuad
- Siegmund Siegfried — Albert, secretarul consulului austriac
- Radu Dunăreanu — Cezar Bolliac
- Gelu Nițu — Iordache Despa, cumnatul lui Rosetti
- George Paul Avram — secretarul domnitorului Bibescu
- Valeriu Lefescu
- Miron Murea
- Ion Crăciun
- Paul Fister
- Dorin Ganea
- Gheorghe Bușoiu
- Coca Andronescu — Maria, bucătăreasa boierului Vâlcu (nemenționată)
- Valentin Teodosiu — omul lui Deivos (nemenționat)
- Mihai Perșa — slujbaș al Agiei (nemenționat)
- Eugen Cristea — boierul tânăr care vorbește cu aga Villara (nemenționat)
- Eugenia Bosânceanu — Marie, slujnica Agathei Slătineanu (nemenționată)
- Alexandru Lungu — badea Gheorghe Scripcă (nemenționat)
- Florin Piersic Junior — slujitorul de la han (nemenționat)
- Eugen Turjanski — voce Wilensdorf

## Producție
Scenariul filmului a fost scris de Eugen Barbu și Nicolae Paul Mihail. Romancierul Eugen Barbu era autorul scenariilor celor șase filme din seria Haiducii (1966-1971), pe care le-a scris în colaborare cu Mihai Opriș (toate filmele), cu Nicolae Paul Mihail (primul film) și cu Dinu Cocea (filmele 2, 3 și 6). Filmele din seria Haiducii au avut parte de un mare succes la public, iar Eugen Barbu a scris, împreună cu Nicolae Paul Mihail, scenariile pentru alte șase filme dintr-o serie nouă, denumită seria Mărgelatu.
Primele trei filme din serie au fost regizate de Doru Năstase, ultimele două având premiera după moartea cineastului. Ca urmare a decesului subit la 29 aprilie 1982 al regizorului Doru Năstase, seria filmelor de aventuri cu Mărgelatu a fost preluată de regizorul Gheorghe Vitanidis. El a colaborat cu scenariștii Eugen Barbu și Nicolae Paul Mihail (care au scris scenariile tuturor celor șase filme ale seriei), preluând personajele din cele trei filme anterioare, printre care și pe Mărgelatu cu „instrumentele sale de lucru” - „pălăria” de floarea soarelui, țoiul de anason și pistolul cu opt țevi. Vitanidis a regizat următoarele două filme din serie: Masca de argint (1985) și Colierul de turcoaze (1986). În Colierul de turcoaze, cuplul justițiar Mărgelatu - Buză de Iepure a deținut un rol mai complex în acțiune.
Filmul a fost realizat în studiourile Centrului de Producție Cinematografică București. Istoricul drd. Carol König (n. 1934), muzeograf la Muzeul Militar Central din București, a activat pe post de consilier.
În acest film, actorul Florin Piersic a jucat pentru prima oară alături de fiul său, Florin Piersic Junior. Venit să-i dezvăluie răpirea trimisului austriac și a fiicei sale, locotenentul Deivos a comandat pentru Mărgelatu un rachiu de anason. Acesta îi este adus de un tânăr care-i spune lui Mărgelatu: „Mă scuzați. Parcă v-aș cunoaște de undeva”, la care Mărgelatu, uitându-se lung la el, îi răspunde: „Se poate”. Florin Piersic a spus că el a dorit să apară în film și băiatul lui, care era elev pe atunci. Regizorul Gheorghe Vitanidis, „un om de o gingășie și de o noblețe incredibilă”, „a spus să-i dăm o replică, s-o am ca amintire, că a jucat cu mine, cu Mărgelatu”. 

## Recepție
Filmul Colierul de turcoaze a avut parte de un mare succes la public, fiind vizionat de 4.266.735 de spectatori la cinematografele din România, după cum atestă o situație a numărului de spectatori înregistrat de filmele românești de la data premierei și până la data de 31.12.2007 alcătuită de Centrul Național al Cinematografiei. 
Criticul Tudor Caranfil a dat filmului două stele din cinci și a făcut următorul comentariu: „Din nou frământările revoluției pașoptiste, imaginate de Eugen Barbu, încâlcit fundal decorativ pentru aventurile serialului mărgelat, într-un film polițist de astă dată, în care nărăvașul haiduc are rol de Sherlock Holmes, iar „Buză” ține loc de Dr. Watson. Cu o mască ingenios confecționată de machieza Anastasia Vitanidis, scuipând cu distincție și subtext coji de semințe, Piersic se ia la întrecere cu Zorba într-o geampara-sirtaki și suflă în cele opt țevi ale pistolului său care „umblă singur”.” 